# High-k-Dielektrikum
Als High-k-Dielektrikum wird in der Halbleitertechnik ein Material bezeichnet, das eine höhere Dielektrizitätszahl {\displaystyle {\varepsilon }_{\mathrm {r} }} aufweist als herkömmliches Siliciumdioxid (εr = 3,9) oder Siliciumoxinitride (εr < 6).
Die Bezeichnung „high-k“ ist dem Englischen entlehnt, wo die Dielektrizitätszahl häufig mit {\displaystyle \kappa } (Kappa), bei Fehlen dieses Symbols auch mit k, bezeichnet wird.

## Gründe für den Einsatz von High-k-Dielektrika

Vergleich eines konventionellen Gate-Schichtstapel mit Siliziumdioxid als Dielektrikum mit dem eines in High-k+Metal-Gate-Technologie (vereinfachte Darstellung) hergestellten Gate-Schichtstapels. Trotz dickerer Isolatorschicht ist die Gatekapazität 1,6-mal so groß, was direkt die Schwellenspannung reduziert.

Um die Eigenschaften integrierter Schaltungen zu verbessern, beispielsweise den Stromverbrauch von hochintegrierten Schaltkreisen und Speichern zu verringern oder höhere Schaltgeschwindigkeiten zu erzielen, werden die Strukturen verkleinert. Durch die fortschreitende Miniaturisierung mikroelektronischer Bauteile stößt die Halbleiterindustrie zunehmend an die physikalischen Grenzen und ist mit höheren Verlustströmen durch quantenmechanische Effekte konfrontiert. So steigt der Tunnelstrom mit der Verringerung der Gatedielektrikumsdicke unter 2 nm stark an. Vor allem für die Speicherherstellung sind große Kapazitäten (zur Speicherung des Zustandes zwischen den Refreshzyklen) mit niedrigen Leckströmen (Verlustleistung) wichtig. Die Kapazität {\displaystyle C} eines einfachen Plattenkondensators beträgt zum Beispiel
{\displaystyle C={\frac {\varepsilon _{0}\varepsilon _{\mathrm {r} }A}{d}}.}
Dabei ist {\displaystyle d} der Plattenabstand, {\displaystyle A} die Fläche der Kondensatorplatten, {\displaystyle {\varepsilon }_{0}} die Permittivität des Vakuums und die Materialkonstante {\displaystyle {\varepsilon }_{\mathrm {r} }} die relative Permittivität der Isolationsschicht.
Demnach kann durch den Einsatz von High-k-Materialien (größeres {\displaystyle {\varepsilon }_{\mathrm {r} }}) die Dicke der Isolatorschicht in Metall-Isolator-Halbleiter-Strukturen (durch SiO2 häufig auch MOS genannt) bei gleichbleibender Kapazität erhöht werden, wodurch Leckströme durch den dickeren Isolator drastisch verringert werden. Für den Vergleich werden die (kapazitiven) Eigenschaften solcher Schichten häufig zu einem Parameter zusammengefasst, der equivalent oxide thickness (EOT, dt. „äquivalente Oxiddicke“).
Im Gegensatz dazu stehen die Low-k-Dielektrika, die als Isolator zwischen den Leitbahnen eingesetzt werden und durch ihre niedrige Dielektrizitätszahl die entstehenden parasitären Kapazitäten verringern.

## Materialien
| Material         | {\displaystyle \varepsilon _{\mathrm {r} }} | Bandabstand in eV | Kristallstruktur        |
| ---------------- | ------------------------------------------- | ----------------- | ----------------------- |
| thermisches SiO2 | 3,9                                         | 8,9               | amorph                  |
| Si3N4            | 7                                           | 5,1               | amorph                  |
| Al2O3            | 9                                           | 8,7               | amorph                  |
| Y2O3             | 15                                          | 5,6               | kubisch                 |
| ZrO2             | 25                                          | 7,8               | mono., tetrag., kubisch |
| HfO2             | 25                                          | 5,7               | mono., tetrag., kubisch |
| La2O3            | 30                                          | 4,3               | hexagonal, kubisch      |
| Ta2O5            | 26                                          | 4,5               | orthorhombisch          |
| TiO2             | 80                                          | 3,5               | tetrag. (Rutil, Anatas) |

Es werden verschiedene Materialsysteme untersucht, wie amorphe Oxide von Metallen (z. B. Al2O3, Ta2O5), Übergangsmetallen (z. B. HfO2, ZrO2) und Mischoxide Hafniumsilicat und Zirconiumsilicat.
Eine höhere Permittivität liefern auch Strontiumtitanat und Bariumtitanat.
Einen weitergehenden Ansatz stellen kristalline Oxide Seltener Erden (z. B. Pr2O3, Gd2O3 und Y2O3) dar, die gitterangepasstes Wachstum und somit eine perfekte Grenzfläche (sehr geringe Anzahl von Gitterfehlern) zwischen Halbleiter und Isolator ermöglichen.

## Beschichtung
Für die Herstellung dünner Schichten können sowohl Verfahren der physikalischen (PVD) als auch der chemischen Gasphasenabscheidung (CVD) genutzt werden. Für sehr dünne Schichten im Dickenbereich weniger Nanometer kann beispielsweise die Atomlagenabscheidung genutzt werden. Wie bei allen anderen Beschichtungsverfahren auch werden bei der Prozessentwicklung die Abscheidungsbedingungen zunächst durch größere Variation der Anlagenparameter (Druck, Gasflüsse, Präkursor-Gase usw.) auf der jeweiligen Produktionsanlage empirisch ermittelt und anschließend in einer statistischen Versuchsplanung für die Fertigung optimiert. Die so ermittelten Prozessparameter sind anlagenspezifisch und generell nur sehr selten auf andere Anlagen übertragbar; durch die sehr hohen Anforderungen an den Beschichtungsprozess beziehungsweise die Schicht gilt dies oft auch für baugleiche Anlagen. In der Forschung kommt zur Prozessentwicklung bzw. -optimierung noch ein sogenanntes Material-Screening hinzu, bei dem die Abscheidung einer gewünschten Schicht hinsichtlich der verwendeten Ausgangsgase (bei CVD-Verfahren) untersucht wird.
Als Ausgangsstoff für alle obigen Oxide und Mischoxide dienen bekannte, unter streng anaeroben Bedingungen relativ einfach herzustellende Komplexe der jeweiligen „Metalle“.  Eine wichtige Bedingung für die Verwendung der Komplexe in der Halbleiterproduktion ist ein ausreichender Dampfdruck der Verbindung bei moderater Temperatur (ca. 300–600 °C). Meist werden bei Raumtemperatur flüssige Vorstufen bevorzugt. Im Einzelfall – HfCl4 zur HfO2-Abscheidung – kommen aber auch Feststoffe mit ausreichend hohem Sublimationsdruck zum Einsatz.
Die Ausgangsstoffe für die Oxidabscheidung werden von spezialisierten Feinchemieunternehmen bzw. von Herstellern von Katalysatoren für die organische Synthese oder Kunststoffproduktion (z. B. Ziegler-Natta-Katalysatoren) produziert. Die Halbleiterindustrie bezieht die von ihr benötigten Kleinmengen meist über den Laborchemikalienhandel bzw. über mit ihr zusammenarbeitenden Zulieferer. Das Preisniveau für die Verbindungen ist hoch bis extrem hoch.